# Estetická norma
Estetická norma  je společenská norma, která určuje naše estetické hodnocení skutečnosti a umění. 
Stabilizuje, reguluje a zevšeobecňuje estetický postoj. Není závaznou, estetickou normu lze libovolně, ale záměrně porušovat – zvláště v oblasti umění. V oblasti umění se netýká dobrého vkusu, ale pravdivé výpovědi o problémech doby. Může vést k destrukci mimouměleckých norem, například etické či společenské. Estetické normy jsou jen orientační instrukcí.
Normy uměleckého díla:
- estetické: tradice jako pozadí vnímání díla, žánr, styl, individuální styl
- mimoestetické: v literatuře skutečnost mimo oblast umění
- materiálu: jazyk v literatuře
- technické: metrické schéma v literatuře